# ایزابل کاندلیر
ایزابل کاندلیه (فرانسوی: Isabelle Candelier‎؛ زادهٔ ۱۲ ژوئن ۱۹۶۳) هنرپیشه اهل فرانسه است.
از فیلم‌ها یا برنامه‌های تلویزیونی که وی در آنها نقش داشته‌است می‌توان به یک سال خوب، نیمکت‌های پارک، جما باوری و کارگزار مرا خبر کنید! اشاره کرد.